# Jörg Bausch
Jörg Bausch, né le 5 mars 1973 à Essen, est un chanteur allemand.

## Biographie
Bausch se fait connaître comme chanteur de schlager pop avec le titre Wetten dass..., sorti en 1999, souvent joué en discothèque. La même année, le titre Wir zwei Beide atteint la 13e place du classement de WDR 4.
En 2005 sort son premier album Lust am Leben. La reprise de Doch Tränen wirst Du niemals sehen 2005 de Nino de Angelo atteint la première place du classement de l'émission ARD-Nachtexpress dans la rubrique "Deutschen Party- und Schlagercharts".
En 2008, l'album Denn ich fliege atteint la 63e place des ventes générales en Allemagne.

## Discographie
Albums
- Lust am Leben (2005)
- Unglaublich (2006)
- Fanedition Vol. 1 (2007)
- Denn ich fliege (2008)
- Tornado (2009)
- Starkstrom (2010)
- Kopfkino (2012)
- Kopfkino LIVE (2012)
- Total Verbauscht "Best Of" (2013)
- In Bausch und Bogen (2014)

Singles
- Wetten dass (2000)
- Hast du mal Feuer (2002)
- Wir zwei beide (2003)
- Cowboy und Indianer (2004)
- Lust am Leben (2005)
- Doch Tränen wirst du niemals sehen (2005)
- Dieser Flug (2006)
- Hexenschuss (2007)
- Allein sein (2007)
- Mann im Mond (2008)
- Großes Kino (2008)
- Dieser Flug (2009)
- Tornado (2009)
- Wie ein Blitz (2010)
- Nichts für schwache Nerven (2011)
- Alles ist ideal (2012)
- Auf dünnem Eis (2012)
- Ich bin in dich (XXL-Mega-Mix) (2013)
- Schall und Rauch (2013)
- Ich will auch mal nach New York (2014)